# Fotbollklubb Balkan
O Fotbollklubb Balkan, ou simplesmente FBK Balkan, é um clube de futebol da Suécia fundado em  1962. Sua sede fica localizada em Malmö.

Zlatan Ibrahimovic jogou no FBK Balkan de 1991 até 1999 quando assinou pelo Malmö FF, da Suécia. 